# Internationale Fruchtsaftunion
Die Internationale Fruchtsaftunion (Kürzel IFU; englisch International Federation of Fruit Juice Producers; französisch Fédération internationale des producteurs de jus de fruits) mit Sitz in Paris ist eine Nichtstaatliche Organisation, welche die weltweiten Interessen der Fruchtsaftindustrie gegenüber staatlichen oder nichtstaatlichen Organen, wie der Welthandelsorganisation, der Weltgesundheitsorganisation der UN und dem Codex Alimentarius der WHO vertritt und die sich offiziell und weltweit mit technischen Aspekten der Fruchtsaftherstellung und -analyse beschäftigt.
Die IFU wurde im Jahr 1949 gegründet. Heute ist sie in derzeit 30 Mitgliedsländern auf 5 Kontinenten vertreten. Die wichtigsten Länder sind hierbei Argentinien, Brasilien, China, die Länder der Europäischen Gemeinschaft, Neuseeland, Russland, Südafrika und die Vereinigten Staaten von Nordamerika.
Ihre Ziele sind die Entwicklung und Förderung der internationalen technischen Zusammenarbeit und der Handelskontakte zwischen nationalen Verbänden und den Fruchtsaftherstellern der verschiedenen Länder durch Sammlung und Koordination von:
- Informationen
- Regelungen
- Richtlinien
- wissenschaftlichen Aktivitäten

der weltweiten Fruchtsaftindustrie.
Die IFU versteht sich als internationale Informations- und Kommunikationsplattform und fördert ebenso die Herstellung und den Verbrauch von Frucht- und Gemüsesäften sowie verwandten Produkten.

## Struktur
- Das höchste Gremium der IFU ist die Delegierten-Vollversammlung mit allen 66 Mitgliedern.
- Hierunter befindet sich das Exekutivkomitee bestehend aus 1 Präsident und 12 Mitgliedern.
- Präsident der IFU ist seit 2013, Dirk Landbergen. Vizepräsident ist Kees Cools. Die Geschäfte führt seit 1. Juli 2015 ein Executive Director, John Collins (England). Als Schatzmeister fungiert seit Oktober 2014, Klaus Heitlinger (VdF).

### Kommissionen
- Die Kommission für Analysenmethoden (Vorsitzender: Mikko Hofsommer, GfL – Gesellschaft für Lebensmittel-Forschung mbH, Berlin)
- Die Gesetzgebungs-Kommission (Vorsitzende: Romana Vanova-Hrncirik, PepsiCo)
- Die Kommission für Öffentlichkeitsarbeit und Mitglieder (Vorsitzender: Jan Hermans, AIJN – European Fruit Juice Association, Brüssel)
- Die wissenschaftlich-technische Kommission (Vorsitzender: Helmut Dietrich, Forschungsanstalt für Garten- und Weinbau, Geisenheim/Rheingau)

Letztere bearbeitet wissenschaftliche und technische Fragestellungen und ist für die Durchführung von wissenschaftlichen Kongressen mitverantwortlich. Ein wichtiger Arbeitsschwerpunkt der Kommission ist das Thema Gesundheit und Ernährung und hier die Bedeutung, die Fruchtsaft in der modernen Ernährung einnimmt. 
Sie koordiniert wissenschaftliche Aktivitäten im Bereich der Fruchtsaftindustrie und ist ein Diskussionsforum für alle Bereiche, die die Herstellung, Vermarktung und gesundheitliche Bewertung von Fruchtsäften betreffen. 
Im Oktober 2006 wurde der Deutsche Helmut Dietrich (Forschungsanstalt für Garten- und Weinbau Geisenheim) zum Vorsitzenden der Wissenschaftlich-Technischen Kommission gewählt.